# La saint-Barthélémy
La saint-Barthélémy è un cortometraggio del 1905 diretto da Lucien Nonguet.

François Dubois (1529–1584): il massacro di San Bartolomeo.

## Trama
Film composto da tre episodi:
1. Il massacro, 25 agosto 1572: re Carlo IX guidato dal consiglio di Caterina de' Medici, è sul balcone del Louvre e sta guardando le scene orribili che hanno luogo prima che i sudditi fuggano terrorizzati dal palazzo. I cattolici rompono le porte, colpiscono e uccidono con le loro spade uomini, donne e bambini.
2. Assassinio dell'ammiraglio Coligny: gli assassini, irrompono nella sua stanza, lo pugnalano e lo scagliano sulla strada.
3. La forca di Montfaucon alle porte di Parigi.